# Nistos (station)
Pour les articles homonymes, voir Nistos (homonymie).
La station de Nistos est une station de ski de fond des Pyrénées située sur les communes de Sarrancolin et Nistos dans le département des Hautes-Pyrénées en région Occitanie.

## Géographie
- Nistos se situe à 130 km de Toulouse, 110 km de Pau, 70 km de Tarbes et 68 km de l'Espagne.

- Nistos Cap-Nestès est une station de ski de fond, située dans le département des Hautes-Pyrénées. Son domaine skiable s'étend sur plus de 50 km et offre une vue sur de nombreux massifs : Bassia, Aneto, Vignemale, pic du Midi. La station se situe autour des sommets suivants : le mont Mérac (1730 m), le cap Nestès (1887 m) et le cap d'Ausour (1700 m).

## Infrastructures

### Ski de fond
8 pistes de ski de fond sont présentes sur 43 km.
| Couleur de la piste | Nom de la piste | Signification                 | Distance                   |
| Verte               | Ergé            | Dieu local du Monsérié        | 3,5 km                     |
| Bleue               | Sylvain         | Dieu des forêts               | 6 km                       |
| Bleue               | Cybèle          | Mère des dieux                | 6,5 km                     |
| Rouge               | Abelio          | Dieu du soleil et des Garunis | 10 km                      |
| Rouge               | Belisama        | Déesse de la nuit             | 11 km                      |
| Rouge               | Ageion          | Gardien des brebis            | 2 km (boucle indépendante) |
| Rouge               | Arixo           | Dieu des montagnes            | 3 km                       |
| Noire               | Fagus           | Dieu du hêtre                 | 1 km                       |

Les différents points de vue visibles depuis la station sont les suivants :
- Pic du Midi de Bigorre
- Arbizon
- Sommets frontaliers du Luchonnais
- Aneto-massif de la Maladeta
- Sommets de la Haute-Garonne et l’Ariège

### Raquette et randonnées
Un long parcours de raquette est aménagé sur 12 km, avec pour point culminant la cap Nestès (1887 m d'altitude).
- Piste verte : La Gaueko 3 km
- Piste bleue : Lous Peluts 4 km
- Piste rouge : Rampono 5 km

## Voies d'accès

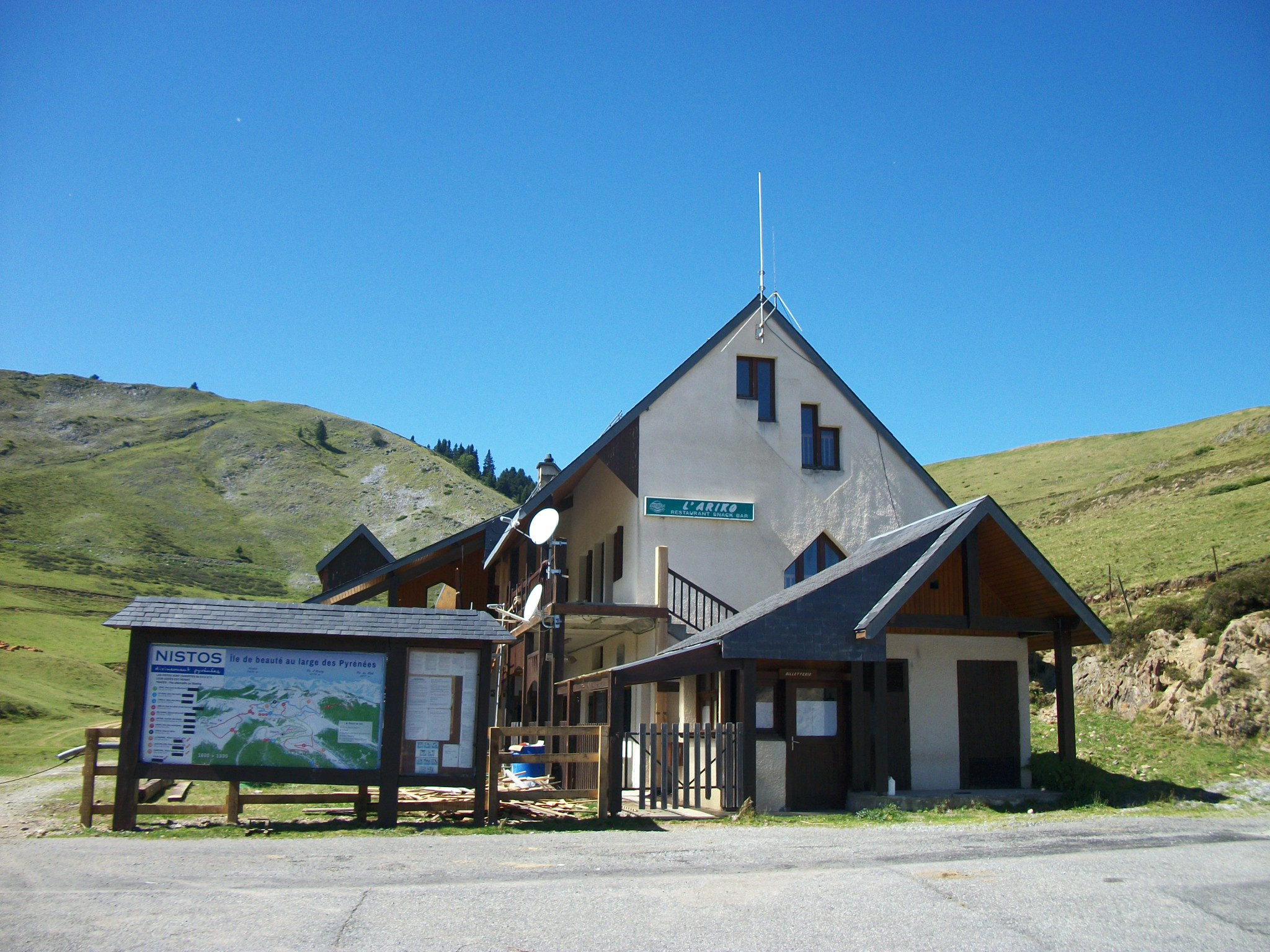
Accueil de la station de ski de fond de Nistos avec billetterie, restaurant, hébergement, magasin de location.

L'accès routier se fait par Nistos, par la D75. 14 km de lacets après la commune de Nistos permettent d'atteindre la station.

## Cyclisme
L'ascension Nistos-Cap Nestès est inédite dans le cyclisme professionnel avec une pente moyenne de 6,9% sur 13,1 km ; elle est gravie en 1re catégorie pour l'arrivée lors de la 3e étape de la Route d'Occitanie 2023. Le canadien Michael Woods s'impose au sommet et dans le classement général de l'épreuve à l'issue des 4 étapes.

## Environnement

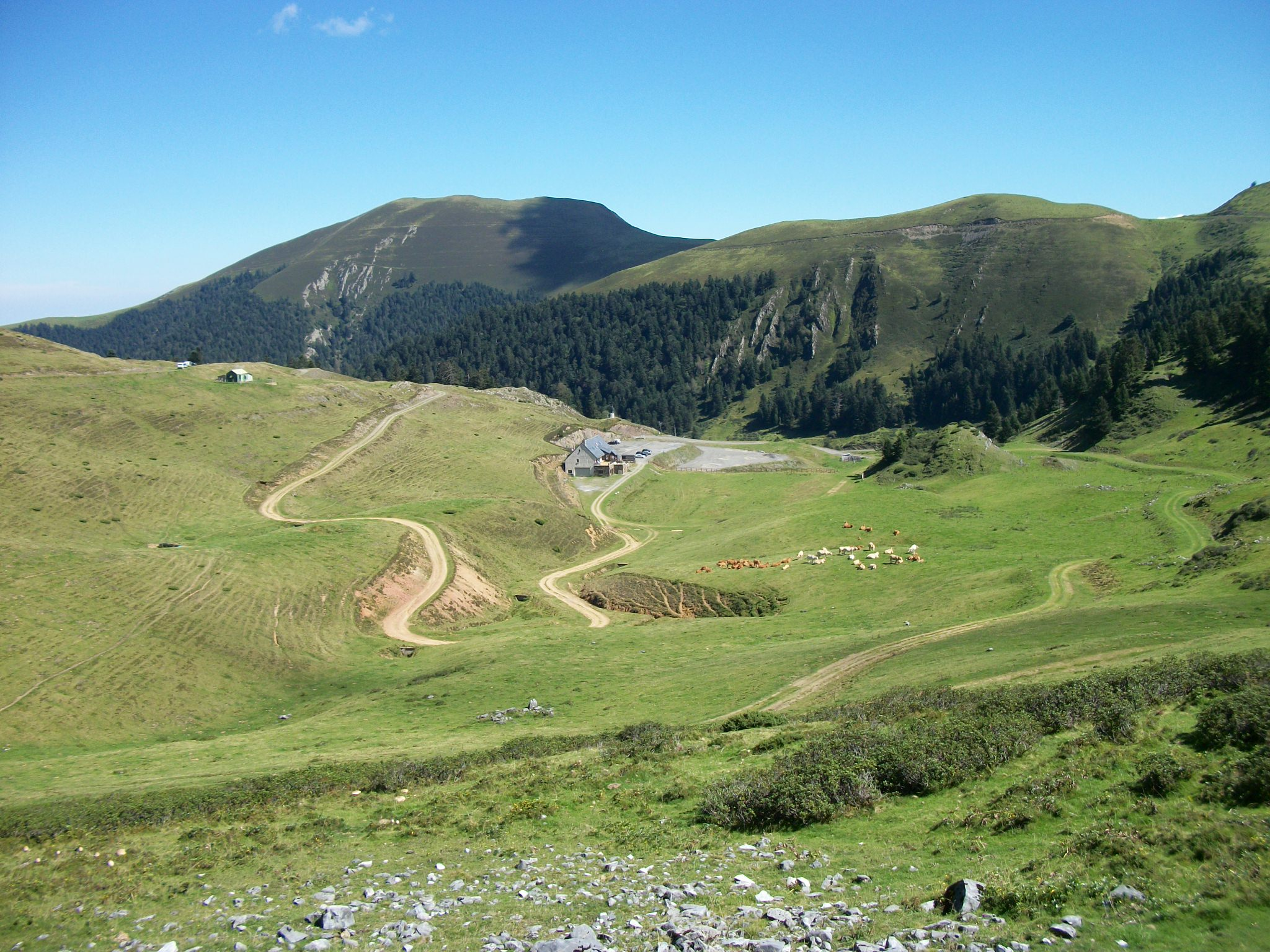
Station de ski de fond de Nistos en été
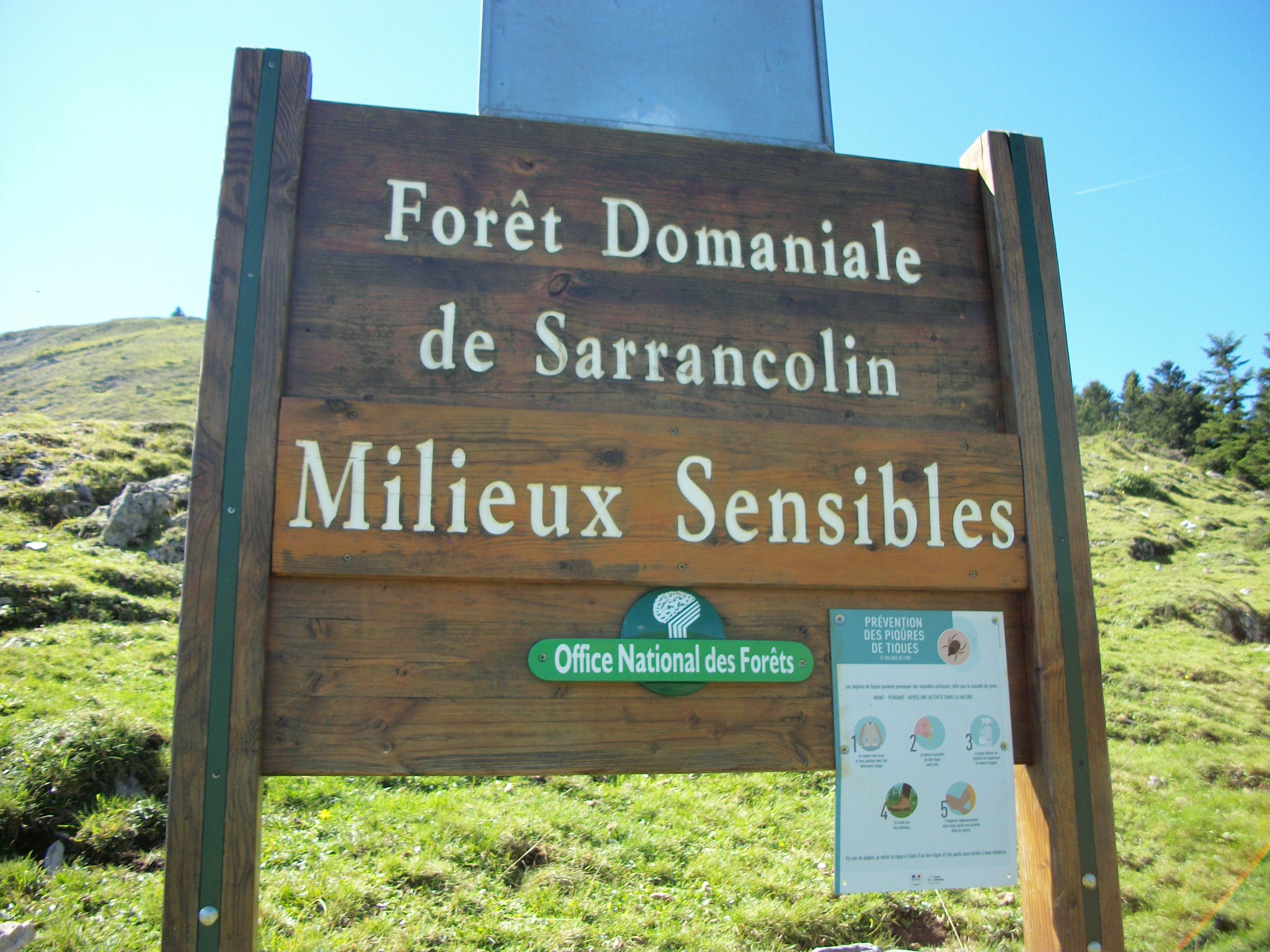
Forêt domaniale de Sarrancolin, milieux sensibles
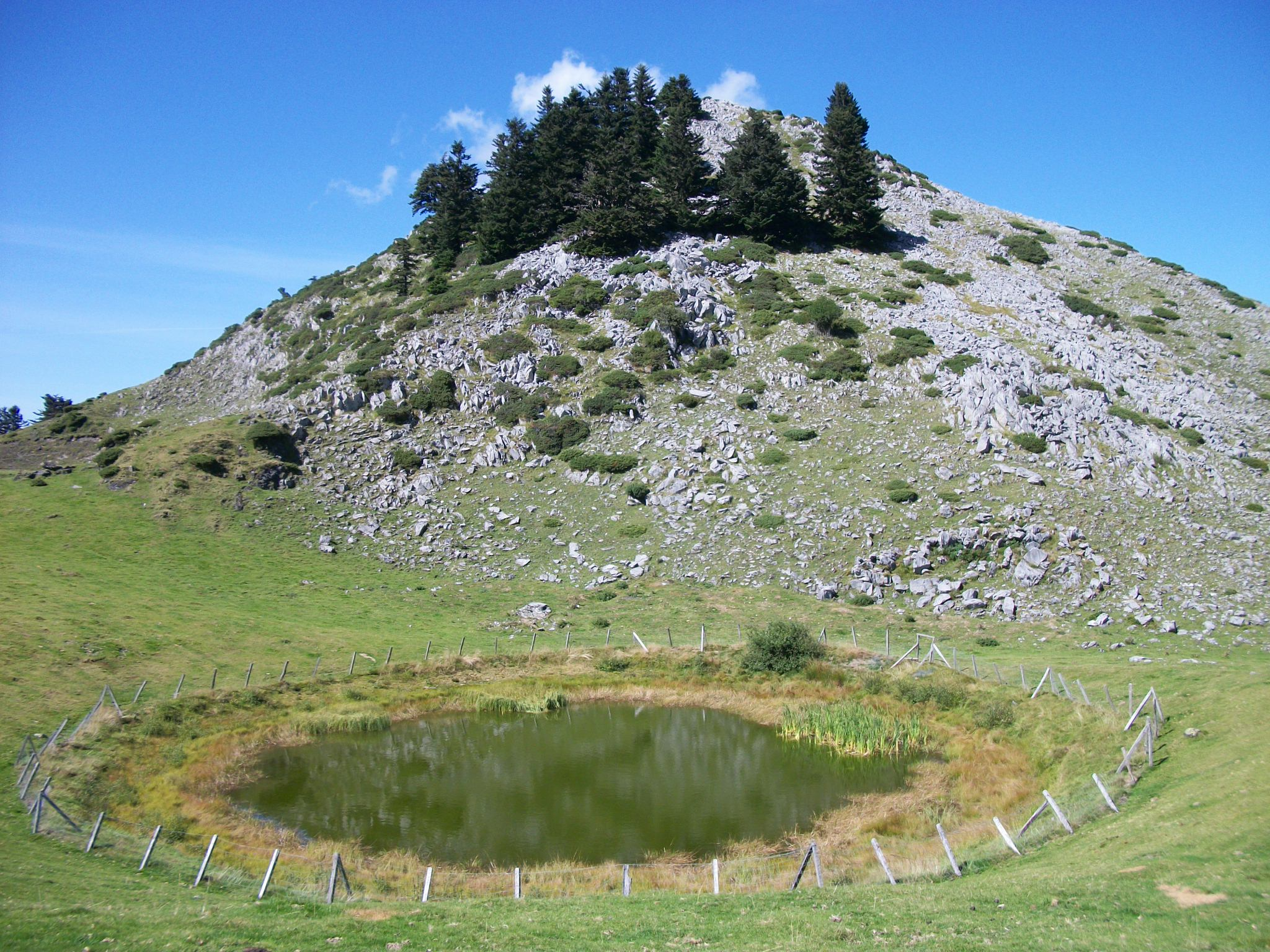
Premier étang naturel protégé par une clôture
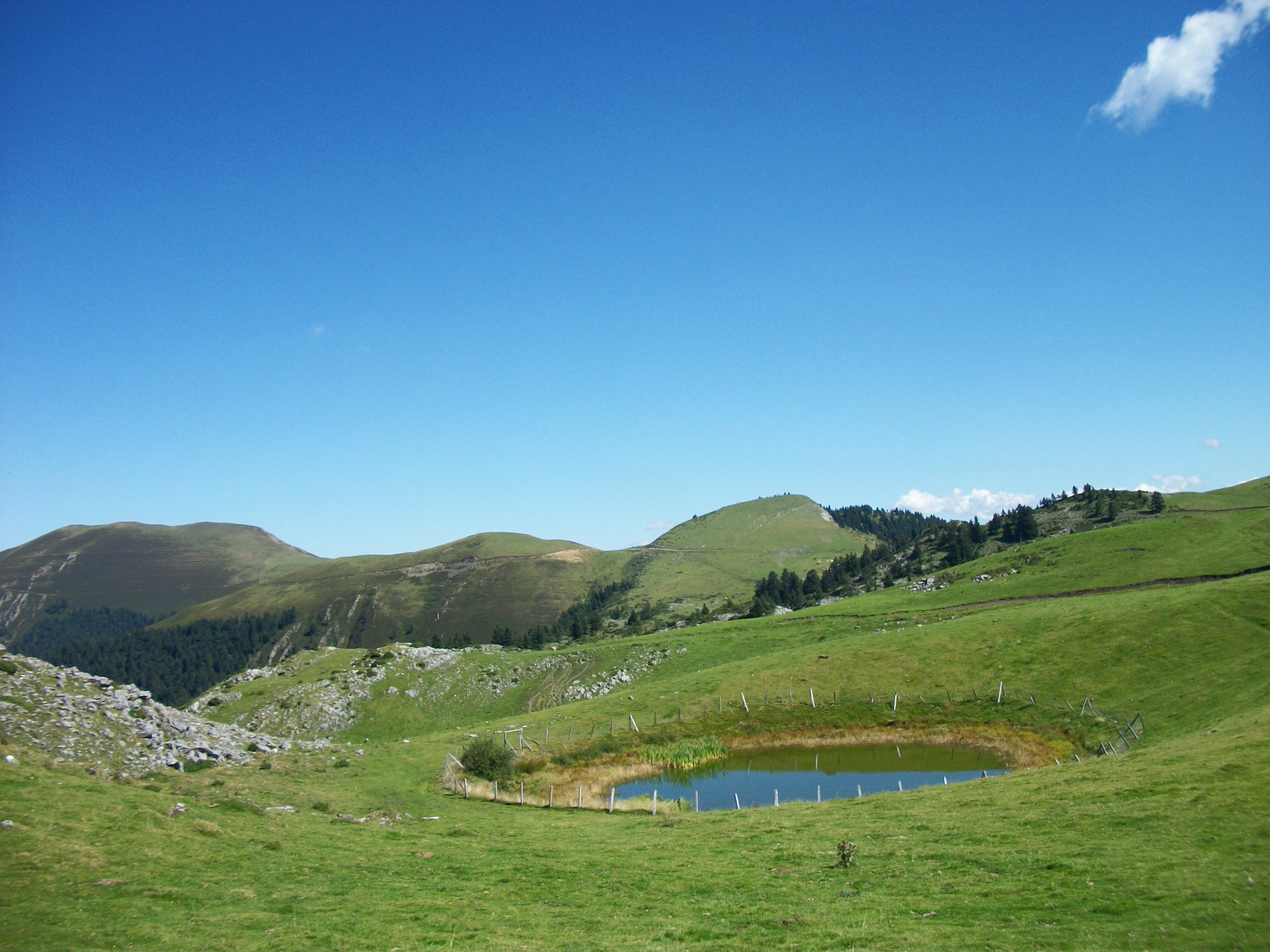
Premier étang naturel protégé par une clôture avec vue sur les montagnes
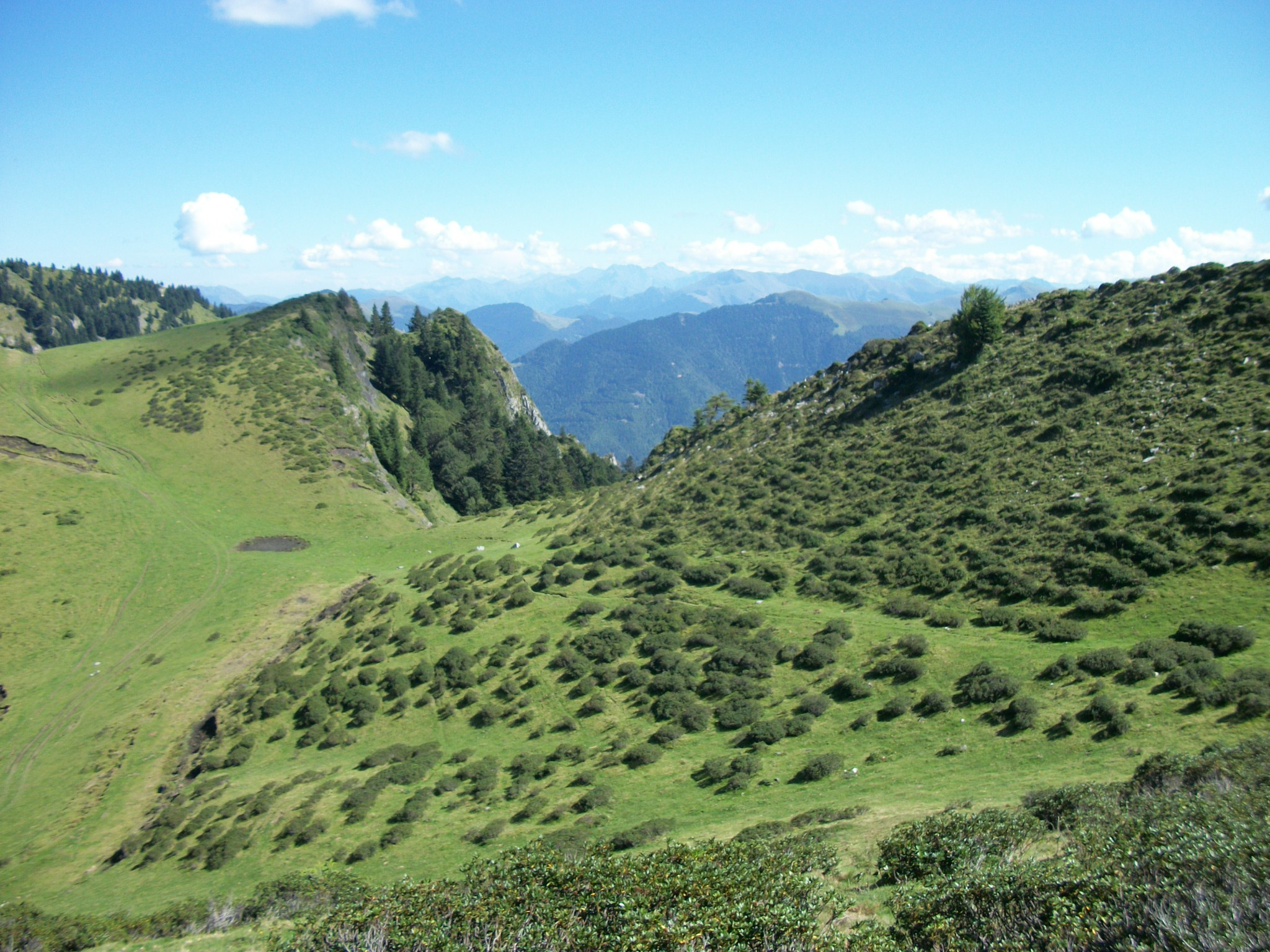
Buisson de rhododendron sur le flanc de la montagne
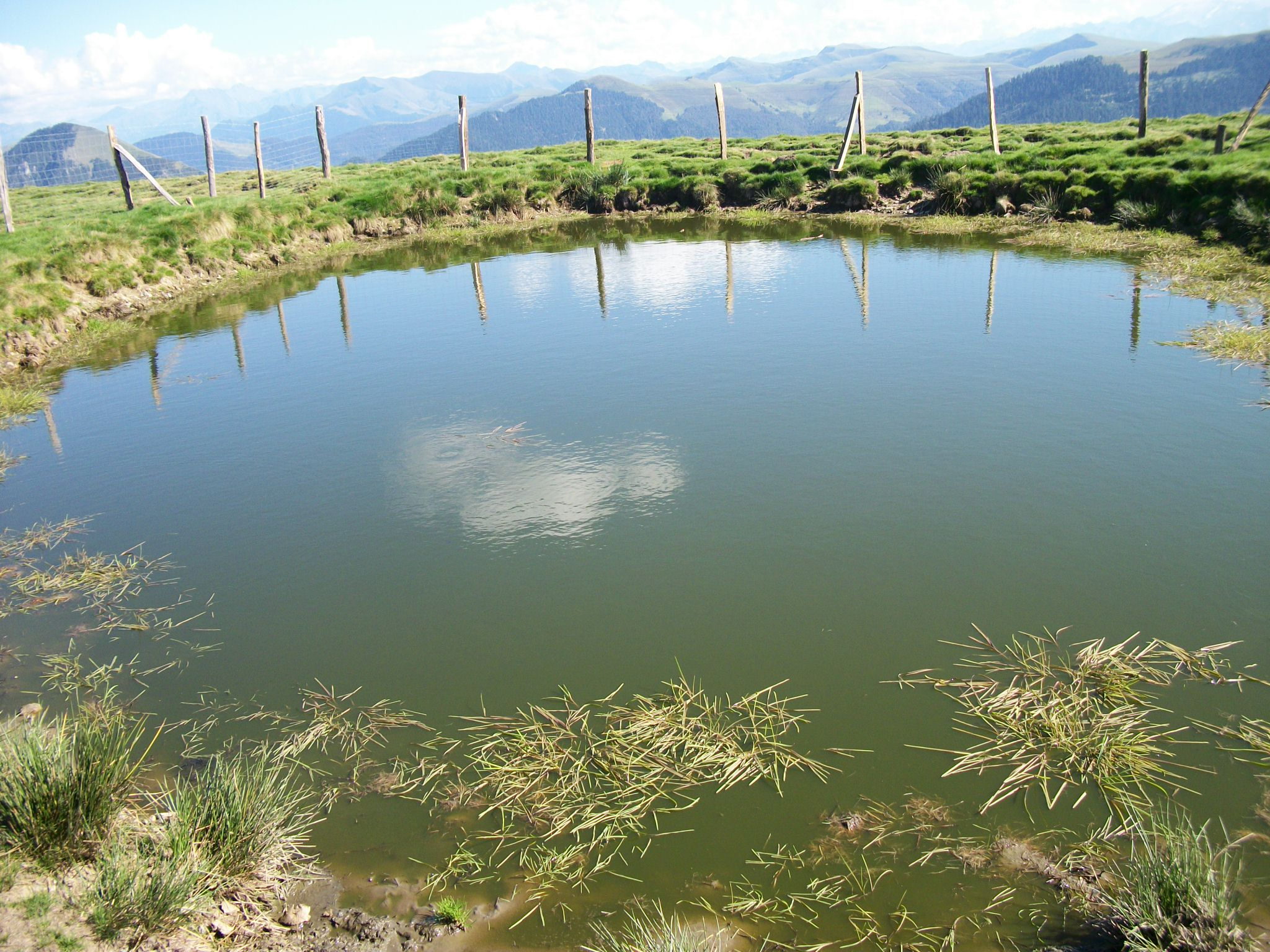
Second étang naturel protégé par une clôture
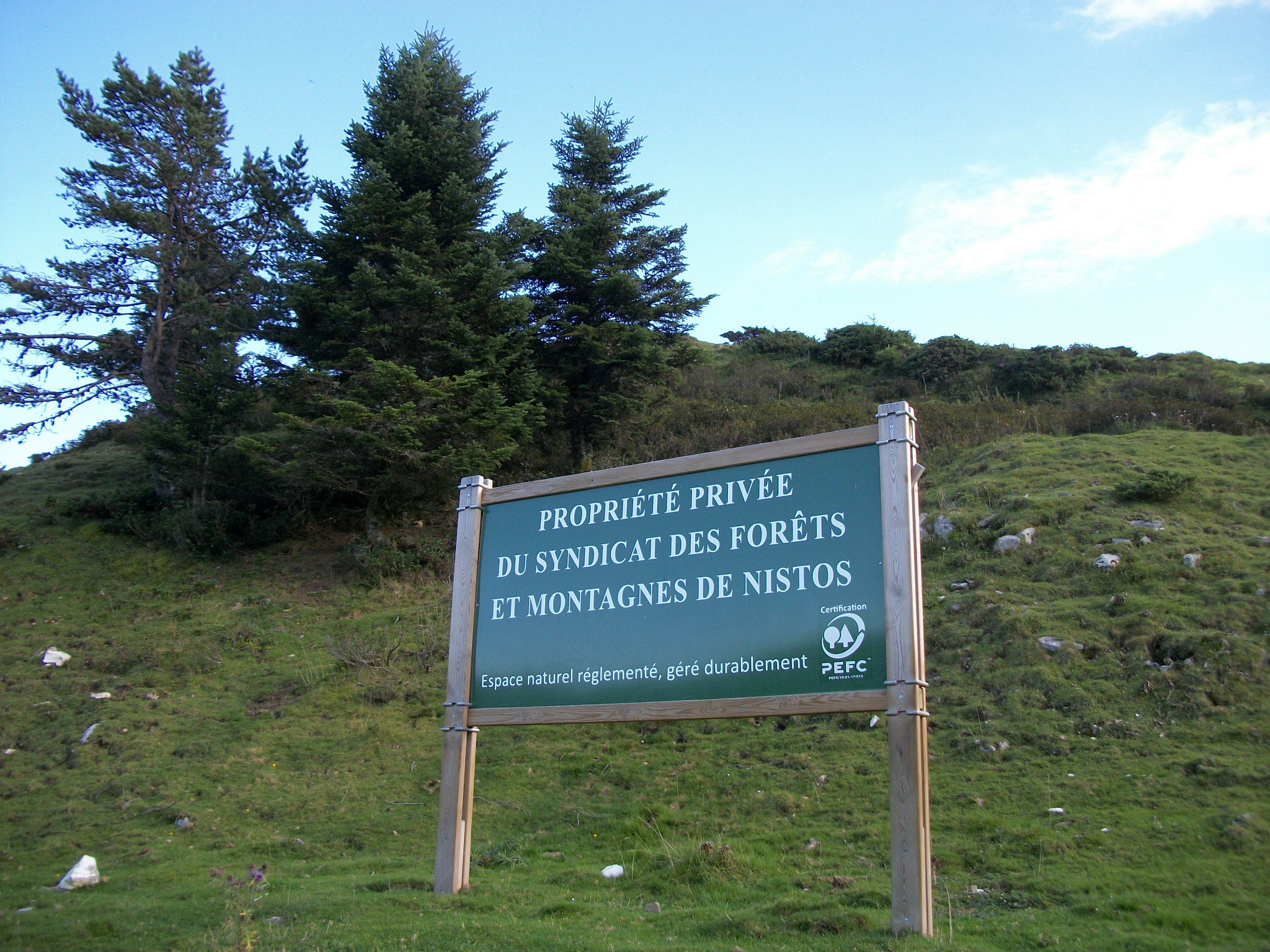
Propriété privée du syndicat des forêts et des montagnes de Nistos

### Articles externes
- Site de la station de ski de fond de Nistos
- Site de l'office du tourisme de Neste-Nistos